# Kościół Najświętszej Maryi Panny Królowej Polski w Białym Borze
Kościół Najświętszej Maryi Panny Królowej Polski w Białym Borze – rzymskokatolicki kościół parafialny należący do parafii pod tym samym wezwaniem (dekanat Bobolice, diecezji koszalińsko-kołobrzeskiej, metropolii szczecińsko-kamieńskiej).

## Historia
Świątynia została zbudowana ponieważ obecny kościół pomocniczy pod wezwaniem świętego Michała Archanioła był za mały dla potrzeb parafii. Budowa kościoła została rozpoczęta w 1984 roku, podczas urzędowania księdza proboszcza Andrzeja Krupczyńskiego (w parafii 1976-1991).
Podczas urzędowania kolejnego proboszcza, księdza Zbigniewa Krawczyka (w parafii 1991-1994), budowa świątyni została doprowadzona do stanu surowego i w nowym kościele została odprawiona pierwsza msza święta.
Kolejne prace w świątyni podejmował ksiądz proboszcz Andrzej Bujar (lata posługi 1994-2000). Kolejnym proboszczem został ksiądz Józef Barańczuk (lata posługi 2000-2001). Podczas jego urzędowania kościół został konsekrowany przez biskupa Mariana Gołębiewskiego (data poświęcenia 18 lutego 2001 roku).